# Vladimir Semjonovič Antonov
‎
Vladimir Semjonovič Antonov, sovjetski (ruski) general in heroj Sovjetske zveze, * 28. junij 1909, Atkarskogo, † 9. maj 1993, Moskva.

## Življenjepis
Leta 1928 je vstopil v Rdečo armado. Čez tri leta (1931) je končal vojaško pehotno šolo, ne da bi se udeležil predavanj, leta 1940 pa je končal še Vojaško akademijo Frunze.
Med drugo svetovno vojno je sodeloval v bojih okoli Kaunasa, Polocka, Kalinina, Moskve, Kavkaza, Kubana, v Ukrajini, v Moldaviji, v Poljskem in v Nemčiji. Vojno je končal kot polkovnik in poveljnik 301. strelske divizije.
Po vojni je končal Vojaško akademijo Vorošilov in se upokojil leta 1965 kot generalmajor.

## Odlikovanja
- heroj Sovjetske zveze: 6. april 1945 (№ 5657)
- 2x red Lenina: 1945 in 1953
- 2x red rdeče zastave: 1942 in 1948
- red Suvorova II. razreda: 1945
- red Kutuzova II. razreda: 1943
- red Bogdana Hmeljnickega II. razreda: 1943
- red domovinske vojne I. razreda: 1944
- red rdeče zvezde: 1944